# 박성현 (가수)
박성현(1977년 4월 4일 ~)은 대한민국의 가수이다.

## 학력
- 표선초등학교 (졸업)
- 표선중학교 (졸업)
- 표선고등학교 (졸업)
- 제주대학교 사회과학대학 법학과 졸업

## 경력
- 1집 정, 못난이콤플렉스
- 2집 질투, 타인

## 생애
- 1996년에 데뷔를 하였다.